# Wakatakakage Atsushi
Wakatakakage Atsushi (若隆景 渥, né Atsushi Onami (大波 渥, Ōnami Atsushi) le 6 décembre 1994) est un lutteur professionnel de sumo originaire de Fukushima. Il a commencé sa carrière en mars 2017 et intègre la première division (makuuchi) en novembre 2019. Il appartient à l'écurie Arashio, au même titre que ses frères aînés Wakatakamoto et Wakamotoharu. Il atteint le rang de sekiwake et remporte son premier tournoi en mars 2022.

## Famille
Les trois frères Onami sont les petits-enfants de l'ancien komusubi Wakabayama . Ils ont reçu leur shikona (nom de sumo) de l'entraîneur de l'écurie Arashio, Ōyutaka, d'après les trois fils de Mōri Motonari dans la célèbre parabole japonaise "Leçon des trois flèches" - Takamoto, Motoharu et Takakage. Le frère aîné, Wakatakamoto, a débuté en novembre 2009 et obtenu le rang de makushita 7 au faîte de sa carrière. Wakamotoharu est le deuxième frère. Il a débuté en novembre 2011 et a rejoint la division jūryō après Wakatakakage, en mars 2019. Ainsi ces deux derniers sont devenus la 19e paire de frères à atteindre le niveau sekitori. Wakamotoharu a participé à son premier tournoi dans la division makuuchi en janvier 2022. Wakatakakage, le benjamin, est celui des trois qui a connu la progression la plus rapide.

## Carrière

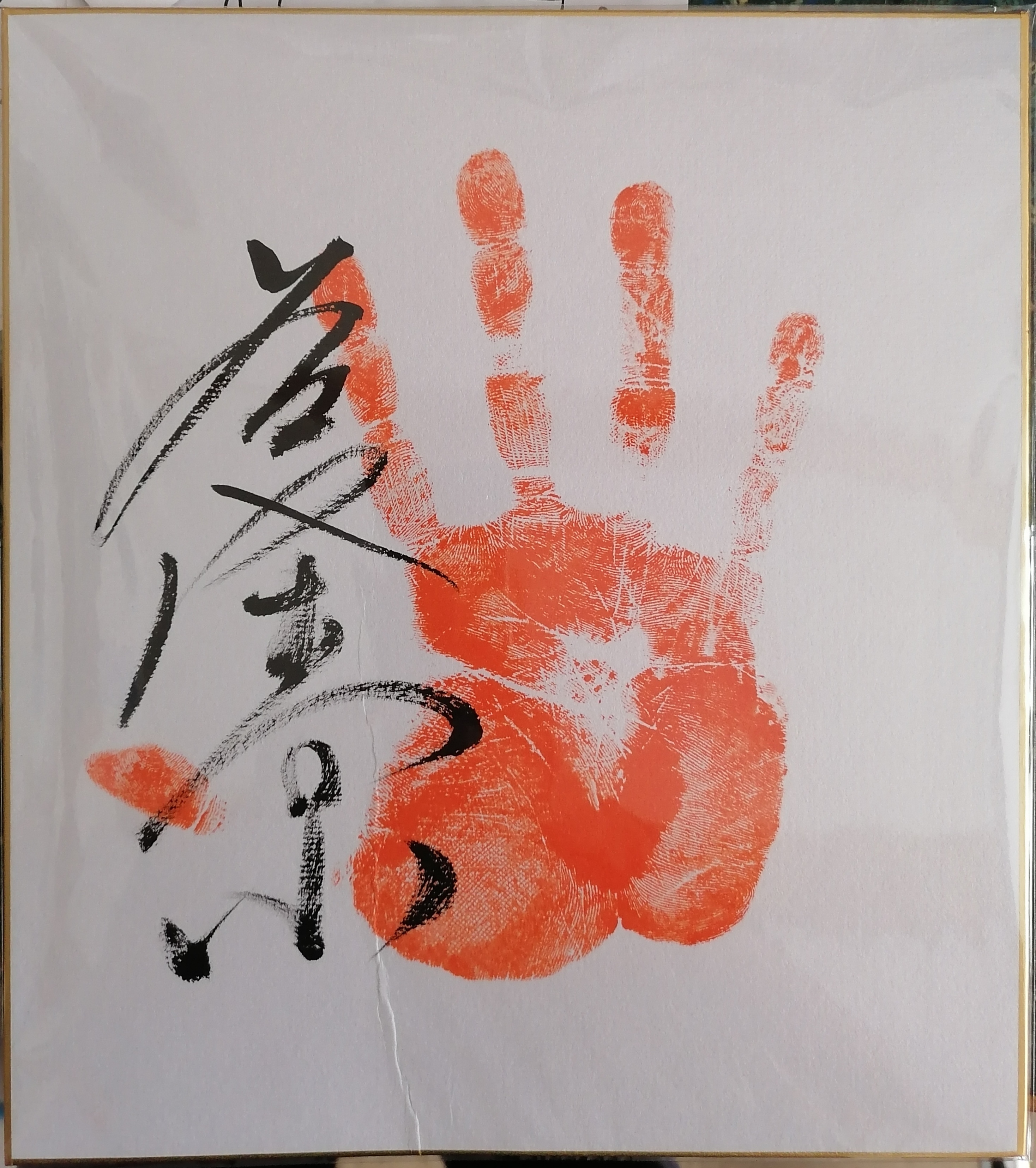
Tegata (empreinte de la main et signature) originale du lutteur de sumo Wakatakakage.

Après deux résultats positifs consécutifs au rang de maegashira 1 en novembre 2021 et janvier 2022, Wakatakakage est promu au rang de sekiwake pour le tournoi de mars 2022. Il remporte ce tournoi avec un résultat de 12-3, après avoir battu Takayasu en combat supplémentaire de départage, tout en recevant son troisième prix technique. C'est la première fois en 86 ans qu'un sekiwake nouvellement promu (après Futabayama en 1936) et la première fois en 50 ans qu'un lutteur de la préfecture de Fukushima (après Tochiazuma en janvier 1972) remporte le titre.

## Style de combat
Selon son profil de l'Association japonaise de sumo, Wakatakakage privilégie une prise migi-yotsu (main droite à l'intérieur, main gauche à l'extérieur) au mawashi de son adversaire. Ses kimarite gagnants les plus courants sont oshi-dashi (pousser dehors), yori-kiri (pousser dehors en tenant la ceinture) et tsukiotoshi (pousser à terre). Il est en dessous du poids moyen d'un lutteur professionnel et utilise sa vitesse et son agilité.

## Voir également
- Liste des termes de sumo